# Mantella laevigata
Mantella laevigata ist eine Art aus der Gattung Madagaskar-Buntfrösche (Mantella), die endemisch auf Madagaskar vorkommt.

## Beschreibung
Mantella laevigata gehört mit einer Körperlänge von 22 bis 29 mm schon zu den mittelgroßen Vertretern seiner Gattung. Der Frosch ist schlank gebaut; die Enden seiner Zehen und Fingerspitzen sind deutlich vergrößert. Die Tiere sind dorsal von der Schnauzenspitze bis zum hinteren mittleren Rückenteil einheitlich zitronengelb gefärbt, der Rest des Körpers hat eine schwarze Grundfarbe. Die gelbe Farbfläche auf dem Rücken hat eine deutliche Grenze zu den schwarzen Flanken und zur Seite des Kopfes. Die Gliedmaßen sind tiefschwarz, oftmals mit blauen Tüpfeln an den Händen und den Fingerspitzen. Der Buntfrosch besitzt keine rote, orange oder gelbe Musterung auf den Hinterbeinen; ebenso hat er keinen hellen Streifen oberhalb der Schnauzenseiten. Einige Exemplare weisen aber einzelne gelbe Punkte unter den Augen auf. Die Unterseite und die Beine sind schwarz gefärbt und tragen kleine, runde, bläuliche oder bläulichgraue Punkte. Die Kehle ist in der Regel völlig schwarz gefärbt.

Verbreitungsgebiet auf Madagaskar

## Vorkommen, Lebensweise
Die Art lebt endemisch in der nordöstlichen Küstenregion von Madagaskar, so auch auf der Halbinsel Masoala und der vorgelagerten Insel Nosy Mangabe. Die Tiere bewohnen den Regenwaldboden und ernähren sich vorzugsweise von Ameisen und Termiten.

## Fortpflanzung und Individualentwicklung
Paarungsrufe der Männchen – Serien aus kurzen Doppelklicklauten – werden ausschließlich tagsüber geäußert. Für die Eiablage klettern die Frösche auf Bäume bis in fast vier Metern Höhe. Das Weibchen legt jeweils ein bis zwei Zentimeter oberhalb der Wasserfläche wassergefüllter Baumhöhlen oder Knoten von Bambus seine einzelnen, recht großen, weißen Eier ab. Zwei Tage später ist die Embryonalentwicklung erkennbar. Die schlüpfenden Kaulquappen fallen schließlich in die Wasserlöcher. Innerhalb dieser Wasserstellen findet sich jeweils nur eine einzelne Larve oder aber zwei in verschiedenen Entwicklungsstadien. Die Kaulquappen sind Allesfresser, werden jedoch bevorzugt von der Mutter mit unbefruchteten Nähreiern versorgt.